# Pauline Manser
Pauline Manser (Mount Gambier, 2 februari 1969) is een Australische volleybalcoach en een voormalige zaalvolleyballer en beachvolleyballer. Ze nam in die laatste discipline eenmaal deel aan de Olympische Spelen.

## Carrière

### Zaal
Manser volleybalde van 1987 tot en met 1991 als passer-loper en spelverdeler voor het universiteitsteam van de University of New Mexico in de Verenigde Staten. Daarnaast speelde ze meer dan 150 interlands voor Australië.

### Beach
Van 1997 tot en met 2000 was Manser actief als beachvolleyballer. Het eerste jaar debuteerde ze met Liane Fenwick in de FIVB World Tour. Ze deden mee aan zes Open-toernooien en kwamen daarbij tot een vijfde plaats in Marseille. Daarnaast namen ze deel aan de eerste officiële wereldkampioenschappen beachvolleybal in Los Angeles waar ze in de eerste ronde verloren van het Italiaanse duo Laura Bruschini en Annamaria Solazzi. Het daaropvolgende seizoen vormde Manser een duo met Kerri Pottharst. Ze waren actief op acht internationale toernooien en behaalden enkel toptienklasseringen. Ze wonnen zilver in Rio de Janeiro en bij de Goodwill Games in New York, beide keren achter het Braziliaanse tweetal Adriana Behar en Shelda Bede. In Dalian en Salvador behaalden ze verder respectievelijk een derde en een vierde plaats. In 1999 eindigden de twee als tweede in Acapulco en namen ze deel aan de WK in Marseille. Daar verloren ze in de tweede ronde van Yukiko Takahashi en Mika Saiki uit Japan en werden ze in de vijfde ronde van de herkansing uitgeschakeld door het Amerikaanse duo Annett Davis en Jenny Jordan.
Vervolgens wisselde Manser gedurende het seizoen van partner naar Tania Gooley met wie ze tot het einde van haar internationale beachvolleybalcarrière zou spelen. Datzelfde jaar kwamen ze bij vier toernooien tot twee negende plaatsen (Espinho en Dalian). In 2000 nam het tweetal deel aan negen toernooien in de World Tour. Ze behaalden daarbij onder meer een tweede plaats (Berlijn), twee vijfde plaatsen (Toronto en Marseille) en een zevende plaats (Gstaad). Bij de Olympische Spelen in eigen land bereikten Manser en Gooley de kwartfinale die verloren werd van Adriana en Shelda. Na afloop van de Spelen beeïndigde Manser haar sportieve loopbaan.

### Coach
Na haar spelerscarrière ging Manser aan de slag als coach. Ze trainde verschillende teams in de Australische competitie en was van 2010 tot en met 2014 bondscoach van de nationale ploeg nadat ze eerder assistent-trainer was geweest.

## Palmares
Kampioenschappen beach
- 1998:  Goodwill Games
- 1999: 7e WK
- 2000: 5e OS

FIVB World Tour
- 1998:  Rio de Janeiro Open
- 1998:  Dalian Open
- 1999:  Acapulco Open
- 2000:  Berlijn Open